# Xà cạp

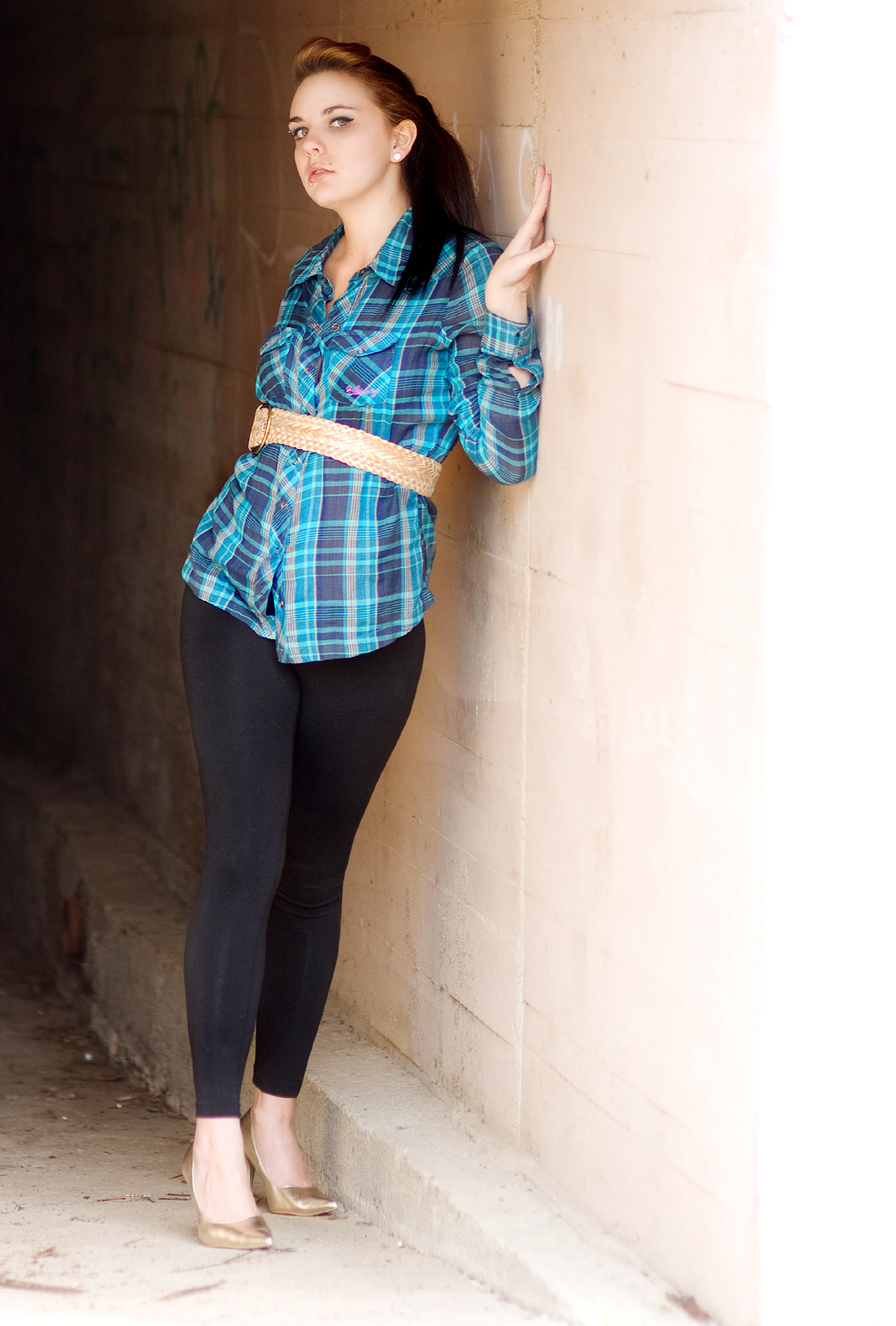
Một cô gái với quần leggings

Xà cạp đề cập đến một số loại quần phủ chân. Trong việc sử dụng hiện đại từ những năm 1960 đã đề cập đến các loại quần áo bó sát co giãn được mặc kín chân thường dùng cho phụ nữ, chẳng hạn như vớ dài hoặc quần bó. Sử dụng từ thế kỷ 18 có các loại dành cho nam giới, thường được làm bằng vải hoặc da được quấn quanh chân xuống đến mắt cá chân. Trong thế kỷ 19, xà cạp thường được gọi là quần phủ chân kết hợp với áo khoác, cũng như vải quấn chân làm bằng da hoặc len và được mặc bởi binh lính và người bẫy thú. Xà cạp nổi bật trở lại trong sử dụng thời trang của phụ nữ vào những năm 1960, được thiết kế từ trang phục phù hợp của các vũ công. Với việc sử dụng rộng rãi sợi tổng hợp Lycra và sự nổi tiếng của thể dục nhịp điệu, quần xà cạp đã trở nên nổi tiếng hơn trong thập niên 1970 và 1980, và cuối cùng được sử dụng là trang phục đường phố. Quần xà cạp là một phần của xu hướng thời trang cuối những năm 2010 bởi nhu cầu mặc trang phục năng động cho các hoạt động thể thao và cả trong hoạt động bình thường hằng ngày, nó đã trở thành một vấn đề xã hội gây tranh cãi ở Hoa Kỳ.